# La Fenêtre des Rouet
La Fenêtre des Rouet est un roman policier de Georges Simenon, publié en 1945 aux Éditions de la Jeune Parque.
Simenon achève l'écriture de ce roman le 7 juillet 1942, à Château de Terre-Neuve, Fontenay-le-Comte (Vendée).

## Résumé
Dans le logement exigu d'une maison qui appartient à sa famille, Dominique Salès vit une existence confinée et insipide. À côté de sa chambre habite un jeune couple, les Caille, dont la vitalité dérange la vieille fille déchue et déçue. En face : la maison des Rouet, riches industriels, le père et la mère au second étage, le fils et la belle-fille au premier. Guettant les moindres faits et gestes de son voisinage, Dominique Salès trouve ainsi une sorte d'existence par procuration.
Un jour, elle observe qu'Antoinette Rouet, rentrant chez elle, trouve son mari, qui est cardiaque, en train d'agoniser. Au lieu de le secourir, elle verse les gouttes de son médicament au pied d'une des plantes vertes de l'appartement.
Dominique est offusquée et le sera davantage encore par les libertés que s'offre la jeune veuve ; elle lui enverra des lettres anonymes et ira jusqu'à la prendre en filature. Antoinette, qui a rajeuni l'appartement où ses beaux-parents désirent qu'elle continue à vivre, a un premier amant, puis un second qu'elle reçoit chez elle jusqu'au moment où, surprise par les Rouet, elle est chassée de la maison après avoir offert à la vieille fille, qui ne cesse de l'épier, le spectacle d'un scandale délectable. 
Mais Dominique, depuis quelque temps déjà, s'était prise à envier le goût du plaisir et de la liberté qui dévorait Antoinette. Et voici que les Caille, à leur tour, s'apprêtent à partir avec leur bonheur exubérant. Alors, Dominique Salès, devant le vide qui l'entoure, prend conscience de l'échec de sa propre vie. Désespérée, elle absorbe une dose fatale de somnifères après avoir parsemé son lit de roses et revêtu sa plus belle chemise de nuit – celle qu'elle avait brodée autrefois, lorsqu'elle songeait au mariage.

## Aspects particuliers du roman
La technique du récit permet de suggérer les dialogues et les pensées des Rouet en adoptant - sauf dans le dernier chapitre – le point de vue de la vieille fille projeté sur ce qu’elle observe à travers la fenêtre d’en face.

## Fiche signalétique de l'ouvrage

### Cadre spatio-temporel

#### Espace
Paris (faubourg Saint-Honoré).

#### Temps
Époque contemporaine.

### Les personnages

#### Personnage principal
Dominique Salès. Fille de général, sans profession. Célibataire. 39 ans.

#### Autres personnages
- Germain Rouet, ingénieur, et son épouse
- Antoinette Rouet, leur belle-fille, proche de la trentaine
- Albert et Lina Caille, locataires de Dominique Salès.

## Éditions
- Édition originale : La Jeune Parque, 1945
- Tout Simenon, tome 1, Omnibus, 2002  (ISBN 978-2-258-06042-5)
- Livre de Poche n° 14291, 2012  (ISBN 978-2-253-14291-1)
- Romans durs, tome 6, Omnibus, 2012  (ISBN 978-2-258-09360-7)
- Romans durs, tome 6, Omnibus, 2023  (ISBN 978-2-258-20263-4)

## Adaptations
- 1988 : La Fenêtre des Rouet, épisode 12 de la série télévisée française L'Heure Simenon réalisé par Josef Rusnak

## Source
- Maurice Piron, Michel Lemoine, L'Univers de Simenon, guide des romans et nouvelles (1931-1972) de Georges Simenon, Presses de la Cité, 1983, p. 116-117  (ISBN 978-2-258-01152-6)